# 朱善璐
朱善璐（1953年11月— ），男性，辽宁沈阳人。1968年9月参加工作，1978年7月加入中国共产党。1983年7月北京大学哲学系毕业，大学学历，教授。中华人民共和国政治人物。曾任北京大学党委书记兼校务委员会主任。中国共产党第十八届中央委员会候补委员。

## 生平
1965年7月至1968年9月，在黑龙江省拜泉县第一中学学习并毕业留校任教。1968年9月至1979年8月，任黑龙江省拜泉县棉毯厂工人、车间负责人、厂校教师、厂团总支副书记。

### 北京大学
1979年8月至1983年7月，在北京大学哲学系哲学专业本科学习（其间：1979年9月至1982年8月，任北京大学哲学系1979级党支部书记；1982年8月至1983年7月，任北京大学学生会主席、全国学联副主席）。1983年7月，任北京大学党委研究室干事、校团委常委、校学生会秘书长、校团委副书记。1985年4月，任北京大学团委书记、党委学生工作部副部长。1988年2月，任北京大学党委学生工作部部长。1991年4月，在北京大学党委宣传部工作。1992年7月，任北京大学党委组织部部长。1993年6月，任北京大学党委副书记、党委组织部部长。1994年5月，任北京大学党委副书记。

### 北京市
1996年7月，任中共海淀区委副书记。1998年4月，任中共海淀区委书记。2002年5月，任中共北京市委常委、教育工委书记。期间北京市长是刘淇（1999年至2003年），王岐山（2003年4月20日—2007年11月30日），郭金龙（2008年1月26日—2012年7月25日）。

### 江苏省
2008年2月15日，王岐山不再担任北京市长，郭金龙担任北京市长一个月后，朱善璐任中共江苏省委常委、中共南京市委书记。2011年3月，任中共江苏省委副书记，不再担任中共南京市委书记。

### 北京大学
2011年8月，任中共北京大学党委书记。2016年12月，卸任，郝平接替朱善璐担任中共北京大学党委书记。